# 佐藤徳重
佐藤 徳重（さとう とくしげ、1884年（明治17年）3月20日 - 没年不明）は、大正から昭和時代前期の朝鮮総督府官僚。群山府尹。平壌府尹。

## 経歴
佐藤健造の四男として、大分県大分郡、のちの南庄内村（庄内村、庄内町を経て現由布市）に生まれる。1903年（明治36年）陸軍士官候補生に合格し、歩兵第47連隊に入隊する。陸軍二等計手に進んだのち、1909年（明治42年）1月、陸軍判任文官試験に合格し、1911年（明治44年）5月、朝鮮総督府道書記に就任する。1919年（大正8年）4月、退官し東洋拓殖に入社。1921年（大正10年）4月、再び任官し、同年10月に忠清北道税務課長に就任した。
ついで平壌府内務課長、大邱府内務課長、統営郡守を経て、1931年（昭和6年）4月30日、群山府尹に就任した。その後、平壌府尹を経て1941年（昭和16年）5月に退官し朝鮮有煙炭常務となった。